# Liste von Realgymnasien
In dieser Liste befinden sich Schulen aus Österreich, der Schweiz und Norditalien (Südtirol), die sich entweder selbst als Realgymnasien bezeichnen oder von der zuständigen Bildungsverwaltung so genannt werden. In Österreich sind dies  Allgemeinbildende Höhere Schulen mit nur zwei Pflichtfremdsprachen.

## Österreich

### Burgenland
- Bundesgymnasium und Bundesrealgymnasium Mattersburg
- Bundesgymnasium Oberschützen
- Theresianum Eisenstadt
- Bundesoberstufenrealgymnasium und Bundeshandelsschule Jennersdorf

### Kärnten
- Bundesrealgymnasium Klagenfurt-Viktring
- BG/BRG Villach St. Martin

### Niederösterreich
- Bundesgymnasium und Bundesrealgymnasium Amstetten
- BG und BRG Baden Frauengasse
- BG/BRG Berndorf
- Gymnasium und Realgymnasium Sachsenbrunn
- Bundesgymnasium und Bundesrealgymnasium Hollabrunn
- Bundesgymnasium, Bundesrealgymnasium und Bundesaufbaugymnasium Horn
- Bundesgymnasium und Bundesrealgymnasium Klosterneuburg
- Bundesgymnasium und Bundesrealgymnasium Krems
- Bundesrealgymnasium Krems
- Mary Ward Privat-Oberstufenrealgymnasium Krems
- BG Bachgasse Mödling
- Bundesgymnasium und Bundesrealgymnasium Keimgasse Mödling
- Bundesgymnasium und Bundesrealgymnasium Perchtoldsdorf
- Bundesrealgymnasium und Bundesoberstufenrealgymnasium St. Pölten
- Bundesgymnasium und Bundesrealgymnasium Tulln
- Don Bosco Gymnasium Unterwaltersdorf
- Bundesgymnasium und Bundesrealgymnasium Waidhofen an der Thaya
- Bundesgymnasium Zehnergasse
- Bundesrealgymnasium Gröhrmühlgasse
- Bundesgymnasium und Bundesrealgymnasium Zwettl
- Bundesoberstufenrealgymnasium Deutsch-Wagram
- Bundesoberstufenrealgymnasium Mistelbach
- Bundesoberstufenrealgymnasium Neulengbach
- Bundesoberstufenrealgymnasium Scheibbs
- Bundesoberstufenrealgymnasium Ternitz
- Bundesrealgymnasium und Bundesoberstufenrealgymnasium St. Pölten
- Mary Ward Privatgymnasium und Oberstufenrealgymnasium St. Pölten
- BORG Wiener Neustadt

### Oberösterreich
- Bundesrealgymnasium Schloss Traunsee
- Bundesgymnasium und Bundesrealgymnasium Braunau am Inn
- Bundesrealgymnasium Schloss Wagrain
- Kollegium Aloisianum
- Bundesgymnasium und Bundesrealgymnasium Freistadt
- Realgymnasium des Schulvereines am Benediktinerstift Lambach
- Bundesrealgymnasium Traun
- Bundesrealgymnasium Wels Wallererstraße
- BORG Linz
- BRG/BORG Kirchdorf
- Adalbert-Stifter-Gymnasium (Linz)
- Bundesrealgymnasium Linz Fadingerstraße
- Körnerschule Linz
- Bundesrealgymnasium Landwiedstraße
- Bundesgymnasium und Bundesrealgymnasium Linz, Ramsauerstraße

### Salzburg
- Bundesgymnasium und Bundesrealgymnasium Hallein
- Bundesgymnasium und Sportrealgymnasium HIB Saalfelden
- Bundesgymnasium Seekirchen
- Bundesrealgymnasium Salzburg
- Wirtschaftskundliches Bundesrealgymnasium Salzburg
- Christian-Doppler-Gymnasium und Realgymnasium
- BORG Gastein

### Steiermark
- Bundesgymnasium und Bundesrealgymnasium Stainach
- Gymnasium Hartberg
- BG/BRG Knittelfeld
- BG/BRG/BORG Köflach
- BORG Bad Aussee
- BORG Eisenerz
- Bundesgymnasium und Bundesrealgymnasium Carnerigasse
- Institut der Schulschwestern zu Graz
- BG/BORG Graz Liebenau
- Sacré Coeur Graz
- Ursulinen-Gymnasium Graz
- Bundesrealgymnasium Kepler
- Bundesgymnasium und Bundesrealgymnasium Kirchengasse Graz
- Mittelschule, BG und BRG Klusemannstraße
- KLEX (Klusemann Extern)
- Bundesgymnasium und Bundesrealgymnasium Lichtenfels
- Bundesgymnasium und Bundesrealgymnasium Oeversee
- Bundesgymnasium und Bundesrealgymnasium Pestalozzi
- Bundesrealgymnasium Petersgasse
- Bundesgymnasium und Bundesrealgymnasium Seebacher
- Wirtschaftskundliches Bundesrealgymnasium Graz

### Tirol
- Bundesrealgymnasium Imst
- Bundesgymnasium und Bundesrealgymnasium Sillgasse
- Bundesrealgymnasium Innsbruck
- Bundesgymnasium und Bundesrealgymnasium Kufstein
- Bundesgymnasium und Bundesrealgymnasium Lienz
- Stift Stams
- Internatsschule für SchisportlerInnen Stams
- Technisches Gymnasium Telfs
- Ursulinenschule Innsbruck
- Bundes-Oberstufenrealgymnasium Lienz
- BORG Innsbruck
- Meinhardinum Stams
- PORG Volders
- Bundesgymnasium und Bundesoberstufenrealgymnasium St. Johann in Tirol

### Vorarlberg
- Bundesgymnasium und Bundesrealgymnasium Bludenz
- Bundesrealgymnasium und Bundesoberstufenrealgymnasium Dornbirn-Schoren
- Bundesgymnasium und Bundesrealgymnasium Feldkirch
- Gymnasium Schillerstraße
- BORG Götzis

### Wien
- Abendgymnasium Wien
- BRG6 Marchettigasse
- BGRG 8 Albertgasse
- Billrothgymnasium
- Gymnasium am Augarten
- Bundesgymnasium und wirtschaftskundliches Bundesrealgymnasium 18 Haizingergasse
- Bundesgymnasium Zirkusgasse
- Erich Fried Realgymnasium
- Realgymnasium und Wirtschaftskundliches Realgymnasium Feldgasse
- Bundesgymnasium und Bundesrealgymnasium Franklinstraße 21
- GRG 12 Erlgasse
- GRG 12 Rosasgasse
- GRG 6 Rahlgasse
- GRG21 Ödenburger Straße
- GRG7 Kandlgasse
- Hernalser Gymnasium Geblergasse
- Joseph-Haydn-Realgymnasium
- Kollegium Kalksburg
- Gymnasium Kundmanngasse
- Neulandschule Laaerberg
- Parhamergymnasium
- BRG 14 Linzer Straße
- Gymnasium Radetzkystraße
- Rainergymnasium
- Schopenhauer Realgymnasium
- Realgymnasium Schottenbastei
- Bundesrealgymnasium Schuhmeierplatz
- Bundesrealgymnasium Lessinggasse
- Zwi-Perez-Chajes-Schule

## Italien
- Oberschulen „Jakob Philipp Fallmerayer“ Brixen

## Schweiz
- Gymnasium Kirschgarten
- Kantonsschule Rämibühl